# Nymphula falliolatalis
Nymphula falliolatalis là một loài bướm đêm trong họ Crambidae.